# Haunted Castle (computerspel)
Haunted Castle is een computerspel dat werd ontwikkeld en uitgebracht door Konami als arcadespel in 1988. Het spel verscheen in 2006 ook op de PlayStation 2, en in 2016 voor de PlayStation 4.

## Spel
In het spel bestuurt de speler protagonist Simon Belmont, die op zoektocht gaat om zijn gevangen vrouw te redden uit de handen van Graaf Dracula. Simon moet zes levels doorkruisen om Dracula te bereiken.

## Gameplay
Haunted Castle is een platformspel dat lineair verloopt. De speler kan vijanden aanvallen met zijn zweep, die vervolgens voorwerpen laten vallen die gebruikt kunnen worden in het spel. Bepaalde vijanden laten sterkere wapens vallen die Simon kan pakken, zoals een strijdvlegel of een zwaard. Naast het hoofdwapen zijn er ook subwapens, zoals boemerangs, stopwatches, kruizen en fakkels.
Aan het eind van elk veld vindt een gevecht plaats met een eindbaas.

## Trivia
Het spel is in Japan bekend onder de naam 悪魔城ドラキュラ (Akumajō Dorakyura), letterlijk betekent dit Duivelskasteel Dracula. Deze titel vond men echter in christelijke landen controversieel en is daarom gewijzigd. 